# Sabine County
Sabine County je okres ve státě Texas v USA. K roku 2010 zde žilo 10 834 obyvatel. Správním městem okresu je Hemphill. Celková rozloha okresu činí 1 494 km².